# Flora of the Ryukyus
Flora of the Ryukyus (abreviado Fl. Ryukyus) es un libro con ilustraciones y descripciones botánicas que fue escrito por el profesor, botánico y pteridólogo japonés Sumihiko Hatusima y publicado en Naha en el año 1971 con el nombre de Flora of the Ryukyus (Including Amani Islands, Okinawa Islands, and Sakishima Archipelago). Ryukyu Shokubutsu Shi.